# RR Ліри
RR Ліри — змінна зоря в сузір'ї Ліри, майже на межі з сусіднім сузір'ям Лебедя. Прототип змінних RR Ліри, найяскравіша серед зір свого типу, інтенсивно досліджується астрономами. Змінні типу RR Ліри служать «стандартними свічками» для виміру відстаней в астрономії. Їх світність приблизно однакова (абсолютна зоряна величина — -0,7m) й не залежить від температури та періоду (який перебуває в межах 0,2 — 0,8 діб).

## Історія
Змінність RR Ліри відкрила 1901 року шотландська жінка-астроном Вільяміна Флемінг із Гарвардської обсерваторії.
За вимірами супутника Гіппаркоса відстань до зорі становила від 244 до 366 парсек (похибка вимірювання — майже 20%)
У 2002 році за допомогою датчиків точного наведення космічного телескопа Хаббл відстань до RR Ліри була визначена з похибкою 5%, що дало значення 262 ± 13 парсек (855 ± 43 світлових років).

## Еволюційна стадія
Вважається, що зоря вже витратила весь Гідроген у своєму ядрі, залишила головну послідовність й еволюціонує до стадії червоного гіганта. Вона виробляє енергію за рахунок термоядерного горіння гелію в ядрі й на діаграмі Герцшпрунга—Рассела перебуває на горизонтальному відгалуженні. Ефективна температура зір горизонтального відгалуження з часом поступово зростає. Зазвичай, коли зоря набуває спектрального класу А вона потрапляє на так звану «смугу нестабільності» — її зовнішні шари починають пульсувати. RR Ліри пульсує з періодом 0,56686776 доби (13 годин 36 хвилин 14,9 секунди), її видима зоряна величина протягом циклу змінюється в межах 7,06m—8,12m, радіус зорі змінюється від 5,1 до 5,6 радіусу Сонця, а її світність змінюється від 30 до 85 світностей Сонця.
Зоря належить до того підтипу змінних RR Ліри, в яких спостерігаються характерні періодичні варіації амплітуди чи фази пульсацій — ефект Блажка. Внаслідок цього форма кривої блиску зазнає змін. Періодичність цих змін у RR Ліри становить 39,1 ± 0,3 доби.

## Інші властивості
Як й інші змінні цього типу сама RR Ліри має низький вміст елементів, масивніших гідрогену та гелію — лише 4 % сонячного. Вона належить до зоряного населення II — зір, які утворилися в ранній період Всесвіту, коли у речовині, з якої утворювалися зорі, важких елементів майже не було. Хоча орбіта зорі близька до площини Чумацького Шляху: вона віддаляється від цієї площини не більше, ніж на 680 св. р. (210 пк), однак сама зоря належить до кулястої складової Галактики. Її орбіта має досить високий ексцентриситет: у перигалактіоні RR Ліри наближається до центру Галактики на відстань 6,80 тис. світлових років (2,08 кпк), а в апогалактіоні віддаляється від нього на 59,9 ксв. р. (18,4 кпк).